# HMS Gloucester (1909)
La HMS Gloucester fu un incrociatore leggero classe Town, tipo Bristol della Royal Navy. Venne impostata il 15 aprile 1909, varata il 28 ottobre 1909 nei cantieri William Beardmore and Company ed entrò in servizio nell'ottobre 1910.
Al momento dell'entrata in servizio venne assegnata al Secondo Squadrone Incrociatori Leggeri nel Mar Mediterraneo e nell'agosto 1914, al momento dello scoppio della prima guerra mondiale, partecipò alla caccia agli incrociatori tedeschi Goeben e Breslau. Durante questa operazione, al comando del capitano Howard Kelly, fu l'unica nave britannica ad inseguire a lungo e a scambiare alcuni colpi contro le navi tedesche in fuga, senza però andare a segno, e senza impedire però la fuga degli incrociatori nemici. In seguito operò lungo le coste africane per intercettare le navi corsare tedesche. Nel febbraio 1915 venne assegnata al Terzo Squadrone Incrociatori leggeri della Grand Fleet. Nell'aprile 1916 giunta nella baia di Galway durante la Sollevazione di Pasqua, bombardò la zona attorno al villaggio di Athenry, dove si erano riuniti dei ribelli irlandesi.
Tra il 31 maggio e il 1º giugno seguenti partecipò alla Battaglia dello Jutland senza subire danni e nei mesi successivi venne riassegnata al Secondo Squadrone. Nel dicembre 1916 venne trasferita in Adriatico con l'Ottavo Squadrone Incrociatori leggeri.
Sopravvissuta alla guerra senza danni venne venduta il 9 maggio 1921 per essere demolita nei cantieri Thos. W. Ward di Portishead e Briton Ferry.